# Abulcasis
Abulcasis, Az-Zahrawi Abu Al-Kasim, znany też jako Habucasis, Albucasis oraz  Alsaharavus (ur. 936, zm. 1013) – lekarz arabski, uczeń arabskiej szkoły medycznej, jeden z najważniejszych badaczy muzułmańskich przełomu I i II tysiąclecia. 

## Życiorys
Wykorzystał wiedzę przekazaną m.in. w pracach bizantyjskiego lekarza Pawła z Eginy, przetłumaczonych przez Hunajna ibn Ishaka. Jest wynalazcą wielu metod operacyjnych. Jako jeden z pierwszych próbował dokonać wycięcia tarczycy. Opisał hemofilię. 
Był autorem monumentalnego dzieła składającego się z trzydziestu tomów, pierwszego, bogato ilustrowanego, podręcznika medycyny znanego jako Al-Tasrif (Dzieła zebrane), w którym trzy księgi były poświęcone medycynie operacyjnej i zawierały opisy oraz ryciny ponad 200 narzędzi chirurgicznych. Dzieło to, przetłumaczone na łacinę w XII w. przez Gerarda z Kremony, było przez wiele stuleci podstawowym podręcznikiem medycyny i chirurgii, popularniejszym nawet od prac Galena.
Jego teorie miały długotrwały wpływ na rozwój medycyny i chirurgii w Europie. Szczególnie istotne są opisy zaawansowanych technik operacyjnych, takich jak usuwanie przepukliny, stosowanie sztucznych zębów oraz leczenie ran, powstałych w wyniku broni palnej, cięć i ran kłutych, za pomocą kauteryzacji (przeżegania).
Miał swój udział w rozwoju stomatologii, bowiem już w 1000 roku opisał, w jaki sposób wykonywać zabiegi replantacji wybitych i przemieszczonych zębów.